# Январёв, Александр Иванович
Александр Иванович Январёв (23 октября 1940, Москва — 11 февраля 2005) — советский и российский актёр театра и кино. Заслуженный артист РСФСР (1984).

## Биография
Родился 23 октября 1940 года в Москве в рабочей семье.
Окончил ВГИК, курс Бориса Бабочкина. Однокурсником был Олег Видов.
С 1966 года работал в Театре-студии киноактёра. С 1985—1992 — актёр киностудии имени Горького.
Сыграв роль негодяя Сиротина в фильме «Два билета на дневной сеанс», Январёв в дальнейшем играл чаще всего отрицательных героев (в «Белорусском вокзале» — молодого водителя «Москвича»). С возрастом стал часто выпивать, его постепенно прекратили приглашать в фильмы и сериалы, в конце концов, перестал сниматься совсем, впал в депрессию и начал злоупотреблять алкоголем.
Умер 11 февраля 2005 года от обширного инфаркта. Похоронен на Покровском (Селятинском) кладбище Нарофоминского района Московской области.

## Фильмография
| Год  |     | Название                              | Роль                                                   |
| ---- | --- | ------------------------------------- | ------------------------------------------------------ |
| 1963 | ф   | При исполнении служебных обязанностей | полярник                                               |
| 1964 | ф   | Застава Ильича                        | посетитель столовой                                    |
| 1964 | ф   | Аптекарша                             | поручик Обтёсов                                        |
| 1964 | ф   | Государственный преступник            | посетитель ресторана                                   |
| 1965 | ф   | Время, вперёд!                        | Ищенко                                                 |
| 1966 | ф   | Два билета на дневной сеанс           | Сиротин                                                |
| 1966 | ф   | Серая болезнь                         | Мизин                                                  |
| 1967 | ф   | Стюардесса                            | пилот                                                  |
| 1967 | ф   | Я вас любил…                          | Борис Афанасьевич, учитель                             |
| 1968 | ф   | Золотой телёнок                       | студент в купе                                         |
| 1968 | кор | Четвёртый папа                        | Фёдор                                                  |
| 1968 | ф   | Шестое июля                           | Дмитрий Попов, командир конного отряда ВЧК, левый эсер |
| 1969 | ф   | Золото                                | Николай Железнов, партизан                             |
| 1969 | ф   | Красная палатка                       | Страубе                                                |
| 1970 | ф   | Белорусский вокзал                    | Саша                                                   |
| 1970 | ф   | Бег                                   | есаул Голован                                          |
| 1970 | ф   | Обратной дороги нет                   | Гонта                                                  |
| 1971 | ф   | Если ты мужчина…                      | Виктор Лопарёв                                         |
| 1971 | ф   | Нюркина жизнь                         | Женька                                                 |
| 1971 | ф   | Старики-разбойники                    | Володя, сын Анны Павловны                              |
| 1971 | ф   | Ты и я                                | Валька                                                 |
| 1972 | ф   | Адрес вашего дома                     | кибернетик                                             |
| 1972 | ф   | Красная метель                        | Михаил Артюхов                                         |
| 1973 | ф   | Истоки                                | Венька Исаков                                          |
| 1973 | ф   | Парашюты на деревьях                  | Иван Мельников, рядовой                                |
| 1974 | ф   | Контрабанда                           | организованный отдыхающий                              |
| 1974 | ф   | Личная жизнь                          | Николай                                                |
| 1974 | ф   | Марина                                | безногий                                               |
| 1974 | ф   | Отроки во Вселенной                   | брат Паши                                              |
| 1974 | ф   | Птицы над городом                     | браконьер                                              |
| 1974 | ф   | Рождённая революцией                  | главарь банды Кутьков                                  |
| 1975 | ф   | От зари до зари                       | Игнат Елсуков, механизатор                             |
| 1975 | ф   | Крестьянский сын                      | провожатый комиссара                                   |
| 1976 | ф   | «SOS» над тайгой                      | Александр Жамин                                        |
| 1976 | ф   | Легенда о Тиле                        | хромой Корнуин, командующий гарнизоном                 |
| 1976 | ф   | Память земли                          | Ивахненко                                              |
| 1976 | ф   | Поле перейти                          | председатель колхоза                                   |
| 1977 | ф   | Доброта                               | сотрудник школы                                        |
| 1977 | ф   | Мимино                                | московский таксист                                     |
| 1978 | ф   | Версия полковника Зорина              | Кучерявый, приятель Дуси                               |
| 1978 | ф   | Исчезновение                          | Василёк                                                |
| 1978 | ф   | Недопёсок Наполеон III                | дядя Миша, браконьер                                   |
| 1978 | ф   | Сдаётся квартира с ребёнком           | физрук                                                 |
| 1978 | ф   | Сибириада                             | Сафрон Мартынович, вахмистр                            |
| 1978 | ф   | Человек, которому везло               | Гришаня золотоискатель (роль озвучивал Игорь Ефимов)   |
| 1979 | ф   | Ищи ветра…                            | урядник                                                |
| 1979 | ф   | Моя Анфиса                            | инструктор-парашютист                                  |
| 1979 | ф   | Опасные друзья                        | Утюг                                                   |
| 1979 | ф   | Сын чемпиона                          | эпизод                                                 |
| 1980 | ф   | Тегеран-43                            | террорист                                              |
| 1980 | ф   | Шальная пуля                          | Имя персонажа не указано                               |
| 1981 | ф   | Подснежники и эдельвейсы              | Федулов                                                |
| 1981 | ф   | Право на выстрел                      | капитан Иванов                                         |
| 1982 | ф   | Инспектор Лосев                       | Сивоконь                                               |
| 1983 | ф   | К своим!                              | Кабанов                                                |
| 1983 | ф   | Люблю. Жду. Лена                      | односельчанин Сергея                                   |
| 1983 | ф   | Тревожное воскресенье                 | Пётр Гонтарь                                           |
| 1984 | ф   | Ворота в небо                         | Белкин                                                 |
| 1984 | ф   | Если можешь, прости…                  | милиционер                                             |
| 1984 | ф   | Зачем человеку крылья                 | Шура, бульдозерист                                     |
| 1984 | ф   | Первая конная                         | командир батареи                                       |
| 1985 | ф   | Жил отважный капитан                  | старшина Бондарь                                       |
| 1985 | ф   | Не ходите, девки, замуж               | проектировщик                                          |
| 1985 | ф   | Иван Бабушкин                         | унтер-каратель                                         |
| 1986 | ф   | Голова Горгоны                        | Мавлюта                                                |
| 1986 | ф   | Постарайся остаться живым             | Франц, немец, которого убила Алдона                    |
| 1986 | ф   | К расследованию приступить            | Аркадий Крынкин                                        |
| 1987 | ф   | Акция                                 | Владимир Ванин, немецкий агент                         |
| 1987 | ф   | По траве босиком                      | директор ПТУ                                           |
| 1987 | ф   | Причалы                               | Степан Ступаков, матрос с «Даурии»                     |
| 1989 | ф   | Смиренное кладбище                    | Борька-йог                                             |

## Память
Вспоминая Александра Январёва, Лев Прыгунов называет его замечательным актёром. А. В. Фёдоров, упоминая фильмы, в которых снимался Январёв, отмечает, что, например, фильм «Опасные друзья» собрал 34 миллиона зрителей за первый год демонстрации, а фильм «Бег» — 19,7 миллионов зрителей. По мнению А. Н. Тремасова, 
И фильм и сыгранные актёром персонажи были самые разные, но их объединяло одно – интересная индивидуальность Январёва, придававшая своеобразие каждому из героев.
 Играя, в основном, роли отрицательных героев, сам артист мечтал «играть настоящих героев, спасающих этот грешный мир от зла».Одной из немногих главных ролей Январёва была роль Николая Железнова в военной драме «Золото». Другим положительным героем, которого он сыграл, был моряк Фёдор Мальков — герой телеальманаха «Времена года», созданного по рассказам Юрия Нагибина. Немецкий телевизионный фильм «Встречи», где он играл положительную роль Максима, был особенно дорог Январёву. Однако этот фильм с тех пор, как он впервые был показан на ТВ, больше никогда не показывали. И несмотря на многократные усилия самого Январёва разыскать следы этого фильма спустя много лет, ему это так и не удалось. Среди смелых и решительных положительных героев, которых довелось играть Январёву, роль Страубе в «Красной палатке» и Егора Гонты в «Обратной дороги нет».

## Награды и звания
- Заслуженный артист РСФСР (1984)